# Vespinae

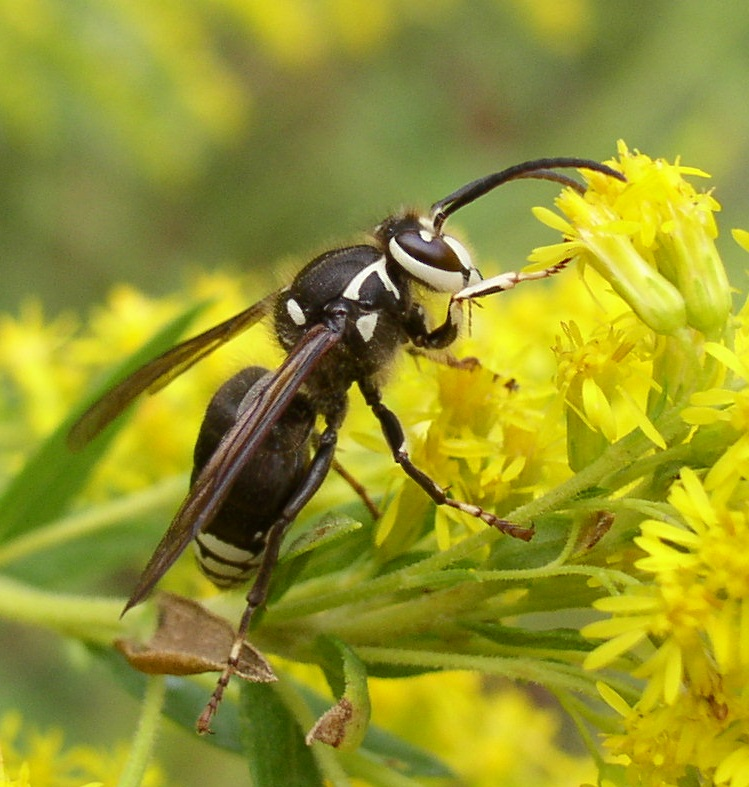
Dolichovespula maculata en vara de oro.

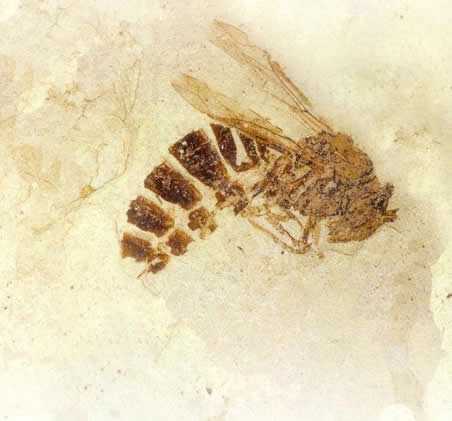
Palaeovespa florissantia, especie extinta

Los vespinos (Vespinae) son una subfamilia de himenópteros de la familia Vespidae. Son avispas eusociales al igual que las de la  subfamilia Polistinae. La excepción son las avispas parásitas que no tienen castas y que depositan sus huevos en los nidos de otras especies. El avispón europeo, Vespa crabro, pertenece a esta subfamilia.

## Biología
La socialización en Vespinae está más desarrollada que en Polistinae, las castas están más diferenciadas en tamaño y morfología y las colonias tienden a ser más grandes.
La colonia es fundada por una sola reina.
Los nidos son de papel, hecho de fibras de madera masticadas. Los panales están protegidos por una pared de varias capas. A veces esta capa es muy rudimentaria si el nido está dentro de una cavidad chica. Según la especie, los nidos pueden estar construidos en ramas de árboles; en cavidades, como ser troncos huecos, o subterráneos. El nido no se vuelve a usar al año siguiente.
Durante la fase de fundación la reina realiza todas las tareas pero después que la primera camada madura, la reina no sale más a buscar alimento y se dedica a poner huevos. Los primeros huevos son de hembras estériles destinadas a ser obreras, pero al final de la estación se producen machos y reinas. Estos son criados en celdas de mayor tamaño. El alimento de las crías incluye una gran variedad de artrópodos e incluso carne de animales muertos.
Hay varias especies parásitas. En Dolichovespula adulterina y Vespula austriaca las hembras invaden los nidos de otras especies de su mismo género, matan a la reina y obligan a las obreras a cuidar de sus propias crías. Otra especie, Vespula squamosa, es parásita facultativa, es decir que a veces inicia una colonia propia y otras usurpa los nidos de avispas de una especie emparentada: Vespula maculifrons. Además hay muchos casos de usurpación de nidos intraespecífica, o sea dentro de una misma especie.
Los miembros del género Provespa son nocturnos.

## Distribución geográfica
Esta subfamilia se encuentra en todos los continentes excepto Antártida. Hay casos de especies que han sido introducidas en territorios más allá de su distribución natural y algunos se han convertido en plagas serias.
El género Vespa es el único que vive en la península ibérica. En Norteamérica se encuentran los tres géneros Dolichovespula, Vespa y Vespula.

## Taxonomía
- Dolichovespula
- Provespa
- Vespa
- Vespula